# 西阿特科 (新澤西州)
西阿特科（英語：West Atco）是位於美國新澤西州康登縣的非建制地區。

## 地理
西阿特科所處的海拔為高於海平面55米（即180英呎），而該地所採用的時區為UTC-5，即北美东部时区（EST）。同時該地設有夏令時間，為UTC-5調快一小時，即UTC-4（EDT）。